# Cantonul Martel
Cantonul Martel este un canton din arondismentul Gourdon, departamentul Lot, regiunea Midi-Pyrénées, Franța.

## Comune
| Comune                 | Populație (1999) | Cod poștal | Cod INSEE |
| ---------------------- | ---------------- | ---------- | --------- |
| Baladou                | 323              | 46600      | 46016     |
| Cazillac               | 345              | 46600      | 46067     |
| Cressensac             | 570              | 46600      | 46083     |
| Creysse                | 257              | 46600      | 46084     |
| Cuzance                | 372              | 46600      | 46086     |
| Floirac                | 277              | 46600      | 46106     |
| Martel                 | 1.467            | 46600      | 46185     |
| Montvalent             | 267              | 46600      | 46208     |
| Saint-Denis-lès-Martel | 362              | 46600      | 46265     |
| Sarrazac               | 481              | 46600      | 46298     |